# Moussa Ibrahim

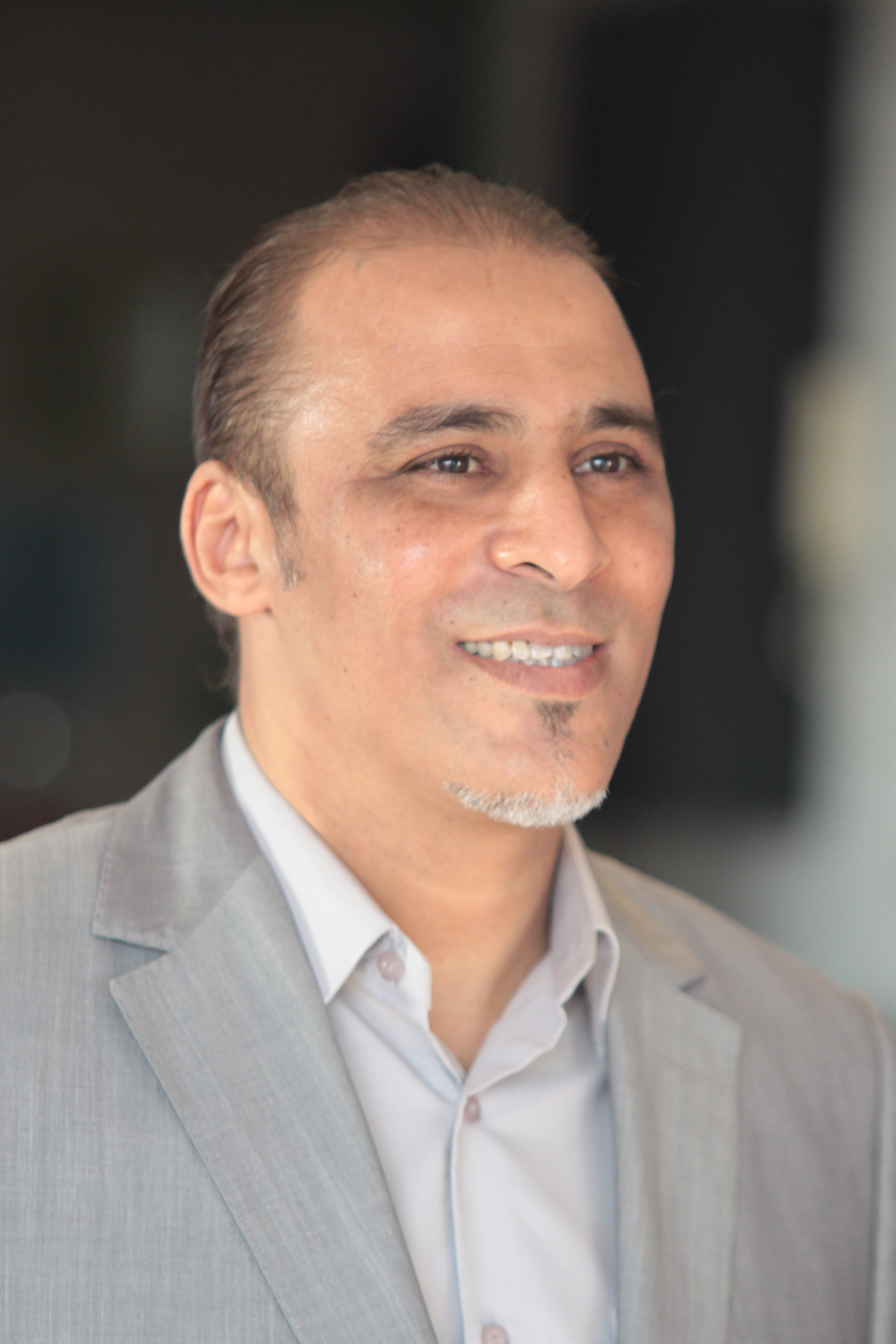
Moussa Ibrahim

Moussa Ibrahim (* 1974, arabisch موسى إبراهيم) ist ein libyscher Politiker und ehemaliger Sprecher des libyschen Außenministeriums. Während des libyschen Bürgerkrieges war er Informationsminister in der Regierung von Muammar al-Gaddafi und auch nach der Übernahme von Tripolis durch den Nationalen Übergangsrat fungierte er noch als Sprecher für Gaddafi.
Wo er sich seither aufhielt, ist unbekannt. Meldungen über die Festnahme Moussa Ibrahims vom 30. September 2011, 20. Oktober 2011 sowie 22. Oktober 2011 wurden bald darauf vom nationalen Übergangsrat dementiert. Am 20. Oktober 2012 wurde seine Festnahme in Tarhuna, 65 km südlich von Tripolis, bekanntgegeben. Aber auch diese Meldung wurde später wieder dementiert.
Am 12. Januar 2015 wurde Ibrahim bei einer Konferenz der Londoner  Tricontinental Anti-Imperialist Platform über den Libyenkrieg 2011 per Video zugeschaltet, dies war sein erster öffentlicher Auftritt nach dem Ende von Gaddafis Herrschaft.

## Privat
Moussa Ibrahim verbrachte mehrere Jahre seiner Ausbildung in Großbritannien und war zuletzt in einem Doktorandenprogramm der University of Exeter immatrikuliert. Er ist mit Julia Ramelow, einer Deutschen, verheiratet und hat mit ihr einen gemeinsamen Sohn.